# Nationaal park Campos Amazônicos
Het nationaal park Campos Amazônicos is een nationaal park in Brazilië. Het ligt in de staten Rondônia, Amazonas en Mato Grosso en heeft een oppervlakte van 961.317,77 hectare. Het werd opgericht in 2006.
Het park is van belang voor in ieder geval de volgende bedreigde soorten: de katachtigen Leopardus tigrinus, Leopardus wiedii, Panthera onca en de reuzenotter Pteronura brasiliensis. Het beheer is in handen van het Instituto Chico Mendes de Conservação da Biodiversidade.

## Bedreiging
In 2012 werd ondanks protesten besloten het park met 21,88 km² te verkleinen om de aanleg van dammen en een waterkrachtcentrale mogelijk te maken.